# Szeptember 10.
Szeptember 10. az év 253. (szökőévben 254.) napja a Gergely-naptár szerint. Az évből még 112 nap van hátra.
Névnapok: Hunor, Nikolett + Edgár, Erik, Erika, Honóra, Honória, Honorina, Menodóra, Miklós, Mikolt, Nikol, Nikola, Nikolasz, Nikoletta, Noémi, Tardos, Zalán

## Események
- 1502 – Firenzében Piero Soderini lesz a gonfaloniere.
- 1721 – Nystadi béke: Svédország jelentős területeket enged át az Orosz Birodalomnak; a dátum Gergely-naptár szerint, Julián naptár  szerinti megfelelője augusztus 30.
- 1785 – Poroszország és az USA kereskedelmi szerződést kötnek egymással.
- 1823 – Simón Bolívar lett Peru elnöke.
- 1846 – Elias Howe szabadalmaztatja a varrógépet.
- 1898 – Wittelsbach Erzsébet magyar királyné a Genfi-tó partján anarchista merénylet áldozatává válik
- 1900 – Protektorátusnak nyilvánítják a német gyarmatokat
- 1913 – Megnyitják az első fizetős autópályát az Amerikai Egyesült Államokban.
- 1919 – Az antant hatalmak aláírják Ausztriával a békeszerződést a franciaországi Saint-Germain-en-Laye kastélyában. Ennek értelmében Ausztria elismeri Lengyelország, Magyarország, Csehszlovákia és Jugoszlávia függetlenségét. A Lajtabánság Burgenland néven Magyarországtól Ausztriához kerül.
- 1939 – Kanada hadat üzen Németországnak.
- 1943 – A német csapatok megszállják Rómát
- 1945 – Norvégiában hazaárulás vádjával halálra ítélik Vidkun Quisling politikust, aki a náci megszállókkal kollaborált, és Nemzeti Egység (Nasjonal Samling) néven fasiszta pártot alapított.
- 1951 – Nagy-Britannia gazdasági szankciókat vezet be Iránnal szemben.
- 1961 – A Formula–1 olasz nagydíjon Wolfgang von Trips összeütközik Jim Clark versenyautójával, kocsija a tömegbe rohan és 13 néző mellett ő maga is a helyszínen életét veszti.
- 1967 – Gibraltár lakosai a választásokon Nagy-Britannia fennhatóságát ismerik el Spanyolország helyett.
- 1977 – Hamida Dzsandúbi az utolsó elítélt, akit guillotine-nal végeztek ki Franciaországban.
- 1981 – Bemutatják Pablo Picasso Guernica című freskóját a spanyolországi (baszkföldi) Guernica városban.
- 1985 – Magyarország szerződést ír alá, melynek értelmében 1986-tól Formula–1-es autóverseny-futamokat rendezhet.
- 1987 – A magyar kormány foglalkoztatási alapot hoz létre.
- 1989 – Szabad az út Magyarországról az NSZK-ba a NDK állampolgárai számára. E napon Horn Gyula külügyminiszter az MTV „A Hét” c. műsorában jelenti be a magyar kormány döntését: 24 órakor megnyitják a magyar határokat az eltávozni kívánó NDK állampolgárok előtt, azaz szabadon távozhatnak minden olyan államba, amely hajlandó számukra a be- vagy átutazást engedélyezni.
- 1990 – Szaddám Huszein, Irak elnöke kőolajat ajánl azoknak a fejlődő országoknak, akik támogatják őt az öbölháborúban.
- 1990 – A Magyar Országgyűlés elfogadja az elmúlt rendszerhez kötődő egyes társadalmi szervezetek vagyon-elszámolásáról szóló törvényt, amely az Magyar Szocialista Pártot is érinti.
- 2002 – Svájc az ENSZ tagja lesz.
- 2003 – Merényletet követnek el Anna Lindh svéd külügyminiszter ellen egy bevásárlóközpontban.
- 2007 – Navaz Sarif volt pakisztáni kormányfőt néhány órával hazaérkezése után kitoloncolják Szaúd-Arábiába.
- 2008 – Svájc alatt megnyitják a Nagy Hadronütköztető gyűrűt, ami az emberiség eddigi legnagyobb fizikai kísérlete.

## Sportesemények
Formula–1
- 1961 –  olasz nagydíj, Monza - Győztes:  Phil Hill (Ferrari)
- 1967 –  olasz nagydíj, Monza - Győztes:  John Surtees (Honda)
- 1972 –  olasz nagydíj, Monza - Győztes:  Emerson Fittipaldi (Lotus Ford Cosworth)
- 1978 –  olasz nagydíj, Monza - Győztes:  Niki Lauda (Brabham Alfa Romeo)
- 1989 –  olasz nagydíj, Monza - Győztes:  Alain Prost (McLaren Honda)
- 1995 –  olasz nagydíj, Monza - Győztes:  Johnny Herbert (Benetton Renault)
- 2000 –  olasz nagydíj, Monza - Győztes:  Michael Schumacher (Ferrari)
- 2006 –  olasz nagydíj, Monza - Győztes:  Michael Schumacher (Ferrari)

Labdarúgás
- 2023 – Magyarország–Csehország, férfi felkészülési mérkőzés (982. hivatalos mérkőzés), Budapest, Puskás Aréna

## Születések
- 920/921 – IV. (Tengerentúli) Lajos nyugati frank király (†954)
- 1552 – Pálffy Miklós gróf, országbíró, hadvezér, Győr 1598-as visszavívója († 1600)
- 1659 – Henry Purcell angol zeneszerző († 1695)
- 1695 – Johann Lorenz Bach német zeneszerző († 1773)
- 1855 – Robert Johann Koldewey, német építész, régész, az ókori Babilon feltárója  († 1925)
- 1860 – Márkus Emília magyar színésznő, a Szőke Csoda a Nemzeti Színház örökös és tiszteletbeli tagja († 1949)
- 1866 – Jeppe Aakjaer dán költő, író († 1930)
- 1882 – Gellért Oszkár magyar költő, újságíró, szerkesztő, Kossuth-díjas († 1967)
- 1892 – Arthur Compton Nobel-díjas amerikai fizikus, róla nevezeték el a Compton-szórást († 1962)
- 1903 – Szádeczky-Kardoss Elemér magyar geológus, geokémikus, egyetemi tanár, az MTA tagja († 1984)
- 1914 – Gergely Ferenc Kossuth-díjas orgonaművész, zenepedagógus († 1998)
- 1920 – C. R. Rao indiai matematikus, a statisztika kutatója († 2023)
- 1927 – Molnár János magyar főiskolai tanár, történész, művelődésügyi miniszterhelyettes († 1990)
- 1933 – Karl Lagerfeld német divattervező († 2019)
- 1936 – Fülöp Mihály kétszeres világbajnok tőrvívó († 2006)
- 1937 – Jared Diamond amerikai evolúció-biológus, biogeográfus, élettan-professzor
- 1939 – Cynthia Lennon, John Lennon első felesége († 2015)
- 1942 – Koltai Tamás Jászai Mari-díjas magyar újságíró, kritikus, dramaturg († 2015)
- 1943 – Szűcs Ildikó magyar színésznő
- 1944 – Pogány Judit Kossuth-díjas magyar színésznő, a nemzet színésze
- 1945 – Jose Feliciano Puerto Ricó-i énekes, színész
- 1948 – Charles Simonyi szoftverfejlesztő, a szándékorientált programozás (Intentional Programming, IP) kutatója, (Dr. Simonyi Károly Kossuth-díjas egyetemi tanár fia)
- 1950 – Forgács Péter Erasmus díjas magyar művész
- 1952 – Bruno Giacomelli olasz autóversenyző
- 1953 – Amy Irving amerikai színésznő
- 1955 – Kelemen Csaba magyar színész († 2020)
- 1960 – Colin Firth Oscar- és Golden Globe-díjas angol színész
- 1968 – Guy Ritchie angol származású rendező, forgatókönyvíró, Madonna férje
- 1971 – Huszárik Kata Jászai Mari-díjas magyar színésznő
- 1973 – Groó Diana magyar filmrendező, forgatókönyvíró
- 1974 – Ryan Phillippe amerikai színész
- 1978 – Füredi Nikolett magyar színésznő és musical énekes.
- 1980 – Mikey Way, a My Chemical Romance basszusgitárosa
- 1983
  - Molnár András magyar kosárlabdázó
  - Filip Bandžak, cseh operaénekes, bariton
- 1988 – Bobby-Gaye Wilkins jamaicai atléta
- 1992 – Haley Ishimatsu amerikai műugrónő
- 2001 – Késely Ajna válogatott úszó

## Halálozások
- 918 – I. Balduin flamand gróf (* 865)
- 954 – IV. (Tengerentúli) Lajos nyugati frank király (*920/921)
- 1382 – I. Lajos (Nagy Lajos) magyar király, lengyel király (Károly Róbert király fia) (* 1326)
- 1529 – Erhard von Queis, a Pomezániai Székeskáptalan első lutheránus (evangélikus) püspöke (* 1490 körül)
- 1578 – Pierre Lescot francia építész (* 1515)
- 1716 – Pápai Páriz Ferenc orvosdoktor, az első magyar nyelvű orvosi könyvek összeállítója (* 1649)
- 1849 – Lederer Ignác császári és királyi tábornagy (* 1769)
- 1859 – Thomas Nuttall angol botanikus és zoológus (* 1786)
- 1898 – Erzsébet osztrák császárné, magyar királyné Genfben anarchista merénylő áldozata lesz. A huszadik századi romantikus irodalomban „Sissi” néven szerepel. (* 1837)
- 1908 – Falk Miksa magyar író, politikus, országgyűlési képviselő, az MTA tagja (* 1828)
- 1918 – Acsay Antal piarista szerzetes, főiskolai tanár, író (* 1861)
- 1921 – Kürthy Lajos földbirtokos, felvidéki főispán, kijelölt miniszter (* 1852)
- 1922 – Szendy Árpád magyar zongoraművész, zeneszerző, pedagógus (* 1863)
- 1946 – Halassy Olivér kétszeres olimpiai bajnok, vízilabdázó (* 1909)
- 1950 – Raymond Sommer francia autóversenyző (* 1906)
- 1953 – Berény Róbert magyar festőművész, grafikus (* 1887)
- 1954 – Giergl Kálmán a magyar eklektika korszakának jelentős építésze (* 1863).
- 1958 – Gsell János magyar vegyész (* 1883)
- 1961 – Frederick Pethick-Lawrence brit főrend, Munkáspárti politikus, a nők választójogának harcosa, feminista vezető (* 1871)
- 1961 – Wolfgang Von Trips (Wolfgang Graf Berghe Von Trips) német autóversenyző (* 1928)
- 1979 – Agostinho Neto angolai politikus, Angola első elnöke (* 1922)
- 1985 – Alexa Kenin amerikai színésznő (* 1962)
- 1985 – Sívó Mária magyar színésznő (* 1910)
- 1995 – Charles Denner lengyel születésű francia színész, filmszínész (* 1920)
- 2004 – Jack Turner (John Ellsworth Turner) amerikai autóversenyző (* 1906)
- 2006 – IV. Tupou Taufaʻahau tongai király (* 1918)
- 2011 – Cliff Robertson Oscar-díjas amerikai színész (Charly – Virágot Algernonnak) (* 1923)
- 2014 – Sándor Károly (Csikar) magyar labdarúgó, az Aranycsapat tagja (* 1928)
- 2014 – Richard Kiel amerikai színész, a James Bond filmek „acélfogú óriás”-a (* 1939)
- 2021 – Török Ferenc Kossuth-díjas magyar építész, egyetemi tanár, a nemzet művésze (* 1936)
- 2022 – Vadász Ágnes Kazinczy-díjas magyar rádióbemondó, műsorvezető, tanár  (* 1942)

## Nemzeti ünnepek, emléknapok, világnapok
- Az öngyilkosság megelőzésének világnapja 2003 óta
- Gibraltár: nemzeti ünnepnap, 1967.